# 加藤圭 (グラビアアイドル)
加藤 圭 （かとう けい、1994年5月16日 - ）は、日本のグラビアアイドル。大分県出身。GracoRexの元メンバー。有限会社ケンワークス所属。

## 来歴
1994年、大分県生まれ。
短大卒業後、1年間のハワイ留学を経験。
都内外資系某ホテルに就職するために東京へ上京。
ホテル退職後、美容部門を学び、アロマテラピストの資格を取得する。エステティシャンでもある。
2017年、ミスFLASH2018オーディションを受け、ファイナリストまで進出し、芸能界入り。
2018年3月、アイドルグループGraco Rexメンバーとなり、10月に卒業する。
2018年10月、1st DVD「I Love けいぽん」でデビュー。
2019年5月、2nd DVD「いけないことしちゃう？」をリリース。
続いて9月、3rd DVD「♯カトウケイ」をリリース。
2020年11月、4th DVD「TABOO」をリリース、DMMアイドルランキングで月間ランキング1位を獲得した。
2021年5月、5th DVD「ご主人さまとメイドさん」をリリース。

## 人物
- 趣味は、水風呂、料理、美容健康情報収集。[7]

- 特技は、書道、ピアノ[8]、効き水。

- トイプードルのぼにちゃん[9]とうさぎ[10]を飼っている。

- 黒髪色白の正統派での美脚が自慢。作品内での演出が大胆でギャップに注目されている。[11]

- ピアドルメンバーとして、商品のPR活動も行なっている。[12]

- キャッチコピーは、日本一エロかわいいエステティシャン[13]。

## 作品

### DVD
- 「I Love けいぽん」（2018年10月13日、Ken World）
- 「いけないことしちゃう？」（2019年5月31日、スパイスビジュアル）
- 「♯カトウケイ」（2019年9月27日、One Pany）
- 「グラドル自撮り動画集～おうちグラビア！」～（2020年8月25日、CLASSICA）他出演：岩本和子、来栖うさこ、雨宮奈生、釘町みやび、須永ちえり、北見えり、美東澪、ほしのうめ、白葉まり、国友愛佳、大門みやこ、柚月彩那
- 「TABOO」（2020年11月20日、アイドルワン）
- 「ご主人さまとメイドさん」（2021年5月21日、竹書房）
- 「HENTAI」（2021年10月20日、アイドルワン）

### VR
- 「トライアル版 apartment Days！」（2018年4月13日、ファンタスティカ）
- 「act1 apartment Days！」（2018年4月20日、ファンタスティカ）
- 「act2 apartment Days！」（2018年5月4日、ファンタスティカ）
- 「キミを独占した真っ白い青春」（2020年1月3日、ファンタスティカ）
- 「すきま時間～患者のボクが覗き見た無防備なカラダ～」（2020年1月10日、ファンタスティカ）
- 「抑えきれないこの想いと心拍数」（2020年1月17日、ファンタスティカ）
- 「モテ期の晩餐 イケオジの家でバーベキュー編」（2020年10月2日、ファンタスティカ）共演：柚月彩那/白雪詩織/葉月乃彩/釘町みやび
- 「びしょ濡れなオンナ達と大人の雨宿り～雨降るナイトプールから避難した先で君たちは俺に期待させる～」（2020年10月9日、ファンタスティカ）共演：柚月彩那/白雪詩織/葉月乃彩/釘町みやび
- 「何でも言う事を聞く幼馴染の妹系ジョシ3人との都合の良い田舎暮らし。」（2020年10月16日、ファンタスティカ）共演：柚月彩那/白雪詩織
- 「田舎に生まれたオトコの特権～ハーレム状態が約束されたイビツな男女比～」（2020年10月30日、ファンタスティカ）共演：釘町みやび/柚月彩那
- 「贅沢関係〜地元に帰ったときにやたらモテる現象〜」（2020年10月30日、ファンタスティカ）共演：白雪詩織/葉月乃彩/柚月彩那
- 「Digital Remaster Version ～時間を超えて～」（2021年7月9日、ファンタスティカ）

### 動画配信
- 「Another Queen DX vol.33」（2020年5月8日、Cyber Café）
- 「グラドル自撮り動画集〜おうちグラビア！〜」（2020年6月5日、ファンタスティカ）
- 「Another Queen DX vol.35」（2020年6月10日、Cyber Café）
- 「Ymode DX vol.38」（2020年7月10日、Cyber Café）
- 「Ymode DX vol.40」（2020年8月10日、Cyber Café）

## 出演

### テレビ
- かみひとえ[14] （2019年4月〜9月、テレビ朝日）
- 笑福亭鶴光のオールナイトニッポン.TV@J:COM（2020年1月18日、J:COMテレビ）- ゲスト

### ラジオ
- 劇団マチダックスの1・2・3・4！（2019年8月1日、FM HOT839）- ゲスト出演
- 美羽フローラのMonday Trip from鷄笑（2020年4～7月、Shibuya Cross FM）- ゲスト出演[15][16]